# Municipio de Clear Creek (condado de Vernon)
El municipio de Clear Creek (en inglés: Clear Creek Township) es un municipio ubicado en el condado de Vernon en el estado estadounidense de Misuri. En el año 2010 tenía una población de 645 habitantes y una densidad poblacional de 6,84 personas por km².

## Geografía
El municipio de Clear Creek se encuentra ubicado en las coordenadas 37°53′21″N 94°7′24″O / 37.88917, -94.12333. Según la Oficina del Censo de los Estados Unidos, el municipio tiene una superficie total de 94.37 km², de la cual 93,19 km² corresponden a tierra firme y (1,24 %) 1,17 km² es agua.

## Demografía
Según el censo de 2010, había 645 personas residiendo en el municipio de Clear Creek. La densidad de población era de 6,84 hab./km². De los 645 habitantes, el municipio de Clear Creek estaba compuesto por el 97,36 % blancos, el 0,16 % eran afroamericanos, el 1,24 % eran amerindios, el 0,16 % eran asiáticos, el 0,16 % eran isleños del Pacífico y el 0,93 % eran de una mezcla de razas. Del total de la población el 1,24 % eran hispanos o latinos de cualquier raza.